# Совхозненский сельский совет
Совхозненский сельский совет (укр. Совхозненська сільська рада, крымскотат. Pâtiozörnoye köy şurası), согласно законодательству Украины — административно-территориальная единица в Красноперекопском районе Автономной Республики Крым.
Население по Всеукраинской переписи 2001 года — 3243 человека. Площадь сельсовета 120 км².
К 2014 году сельсовет состоял из 3 сёл:
- Совхозное
- Рисовое
- Таврическое

## История
Совхозненский сельсовет образован между 1968 годом, когда он ещё не существовал и 1974 годом, когда описан в издании «Історія міст і сіл Української РСР. Том 26, Кримська область.», выделением сёл из Почётненского. На 1977 год, кроме современных, в совет входила позже упразднённая Кураевка. С 12 февраля 1991 года сельсовет в восстановленной Крымской АССР, 26 февраля 1992 года переименованной в Автономную Республику Крым. С 21 марта 2014 года в составе Крыма аннексирован Россией. Законом «Об установлении границ муниципальных образований и статусе муниципальных образований в Республике Крым» от 4 июня 2014 года территория административной единицы была объявлена муниципальным образованием со статусом сельского поселения.